# Quinteto de Stephan
O Quinteto de Stephan é um grupo visual de cinco galáxias localizado na constelação de Pegasus, e quatro dessas galáxias formam o primeiro grupo compacto a ser descoberto. Foi descoberto por Édouard Stephan em 1877, no Observatório de Marselha. É o grupo compacto mais estudado. O membro mais brilhante do agrupamento visual é NGC 7320, que possui uma enorme região HII, onde ocorre muita formação estelar.
Quatro das galáxias do Quinteto de Stephan formam uma associação física, chamada de Grupo Compacto de Hickson 92. Essas galáxias provalmente vão se fundir no futuro. NGC 7318b está colidindo com NGC 7318a. O Telescópio Espacial Spitzer, da NASA, captou gás e poeira interestelar saindo dessas duas galáxias, principalmente hidrogênio molecular, que na imagem aparece em verde.
O interessante é que NGC 7320 indica um pequeno desvio para o vermelho (790 km/s) enquanto os outros membros do grupo apresentam um grande desvio para o vermelho (perto de 6600 km/s). Como o desvio para o vermelho é proporcional à distância, NGC 7320 está a aproximadamente 39 milhões de anos-luz da Terra, uma distância bem menor que os 210-340 milhões de anos-luz das outras quatro galáxias.

## Membros
As cinco galáxias que formam o Quinteto de Stephan visualmente são NGC 7317, NGC 7318a, NGC 7318b, NGC 7319 e NGC 7320. NGC 7320, no entanto, é apenas uma coincidência na linha de visão, estando a cerca de 40 milhões de anos-luz da Terra. Os outros membros estão a uma distância de 290 milhões de anos-luz. A galáxia NGC 7320c possui um redshift similar, e provavelmente faz parte da associação.
| Nome                  | Tipo         | Asc. reta (J2000) | Dec. (J2000) | Redshift (km/s) | Magnitude aparente |
| --------------------- | ------------ | ----------------- | ------------ | --------------- | ------------------ |
| NGC 7317              | E4           | 22h 35m 51,9s     | +33° 56′ 42″ | 6599 ± 26       | +14,6              |
| NGC 7318a (UGC 12099) | E2 pec       | 22h 35m 56,7s     | +33° 57′ 56″ | 6630 ± 23       | +14,3              |
| NGC 7318b (UGC 12100) | SB(s)bc pec  | 22h 35m 58,4s     | +33° 57′ 57″ | 5774 ± 24       | +13,9              |
| NGC 7319              | SB(s)bc pec  | 22h 36m 03,5s     | +33° 58′ 33″ | 6747 ± 7        | +14,1              |
| NGC 7320c             | (R)SAB(s)0/a | 22h 36m 20,4s     | +33° 59′ 06″ | 5985 ± 9        | +16,7              |

## Outras imagens

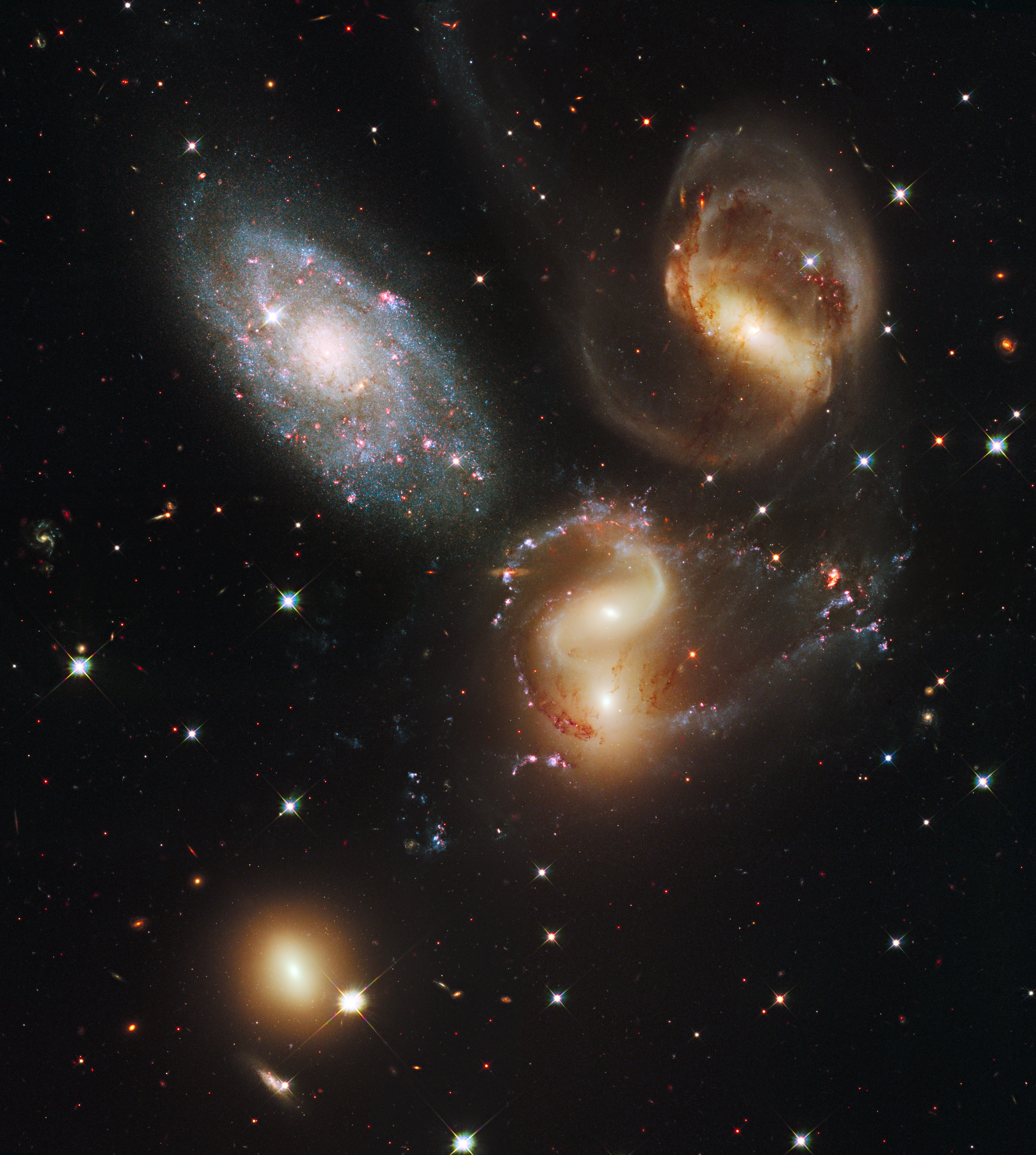
Pelo Telescópio Espacial Hubble
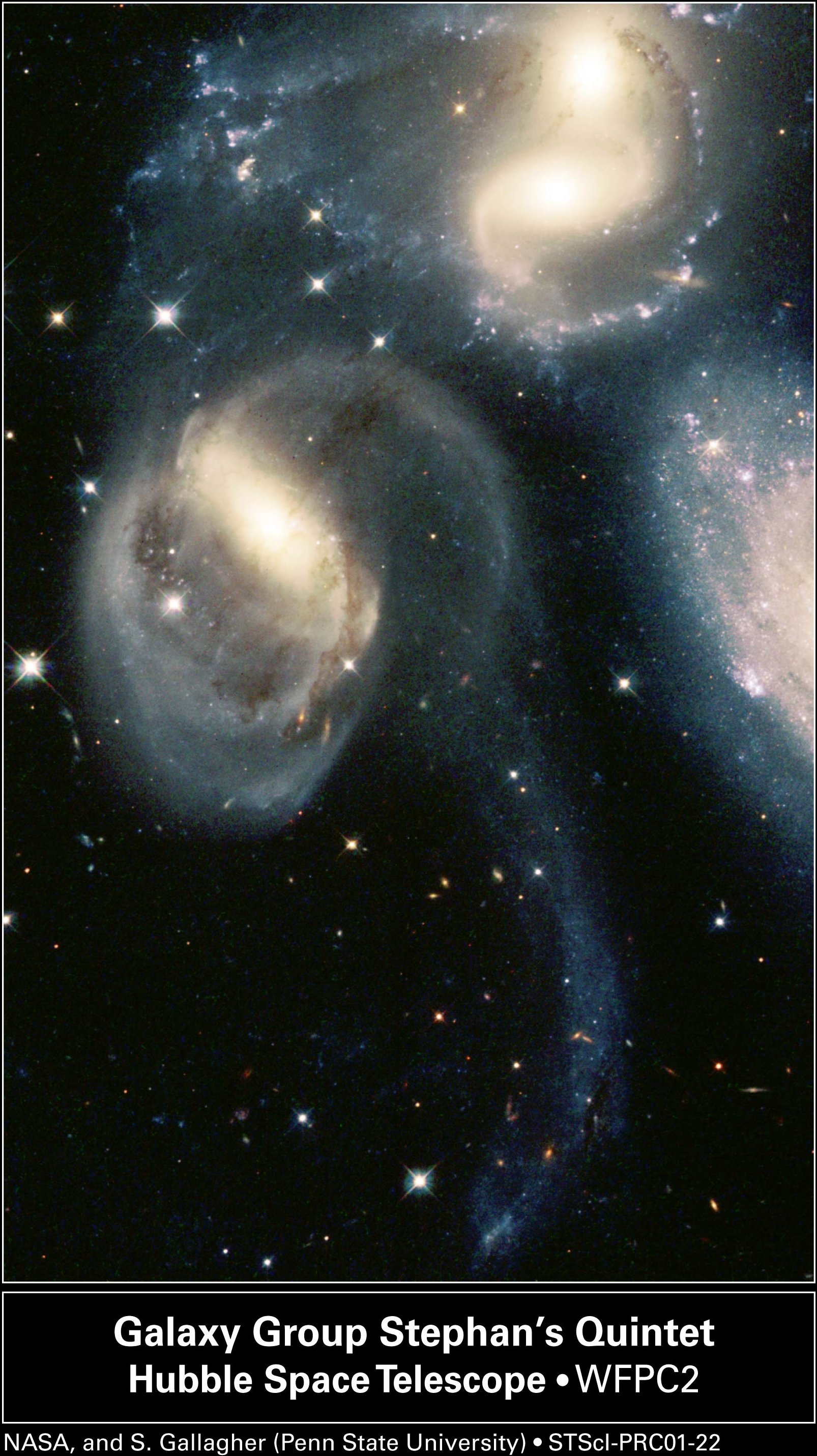
Pelo Telescópio Espacial Spitzer